# エリトリア (通報艦)
| 通報艦「エリトリア」 写真は大戦後のフランス海軍護衛通報艦「フランシス・ガルニエ」時代のもの | |
| 艦歴                                                                                        | |
| 発注                                                                                        | カステッランマーレ・ディ・スタービア造船所                                                                            |
| 起工                                                                                        | 1935年7月25日 |
| 進水                                                                                        | 1936年5月 |
| 就役                                                                                        | 1937年2月10日 |
| 退役                                                                                        | 1966年 |
| その後                                                                                      | 標的艦として海没処分                                                                                                  |
| 除籍                                                                                        | |
| 後型                                                                                        | ディアナ |
| 性能諸元                                                                                    | |
| 排水量                                                                                      | 基準：2,165トン 満載：3,060トン                                                                                       |
| 全長                                                                                        | 96.9 m 87.0 m（水線長）                                                                                               |
| 全幅                                                                                        | 13.32 m |
| 吃水                                                                                        | 3.7～4.7 m |
| 機関                                                                                        | フィアット式2サイクルディーゼル機関 2基 & 電気モーター併用 2基2軸推進                                                 |
| 最大出力                                                                                    | 7,800 hp（ディーゼル）、1,300 hp（モーター）、合計9,100 hp                                                            |
| 最大速力                                                                                    | 20.0ノット |
| 航続距離                                                                                    | 14ノット/6,900海里 |
| 乗員                                                                                        | 234名 |
| 兵装                                                                                        | 1926年型 12cm（45口径）連装速射砲2基、 1932年型 37mm（54口径）連装機関砲2基、 1931年型 13.2 mm（75.7口径）単装機銃4基 |
| 航空設備                                                                                    | なし |

エリトリア（Eritrea aviso）は、イタリア海軍が第二次世界大戦前に建造した通報艦（Avviso）である。本艦はイタリアの植民地拡大政策にしたがい、イタリアの支配する植民地を平時は自国民の国威発揚と通商路の警備、戦時には海上交通の護衛任務に使用する艦として1934年海軍整備計画によって1935年5月にカステッランマーレ・ディ・スタービア造船所に発注、同年7月25日に起工され、1936年5月進水、1937年2月10日に竣工した。原語のイタリア語での読みは「エリトレア」が近い。

## 概要
長らくイタリア海軍では、この任務においては航洋砲艦か旧式の装甲巡洋艦を使用していたが、砲艦は小回りが利き沿岸部での警備活動には最適であるが航続性能が低く通商路の保護には向かない。一方、装甲巡洋艦は航続性能でも戦闘能力でも充分ではあるが船体が大型なために平時の維持費がかかるのが難点であった。この頃、地中海を挟んで対峙するフランス海軍では植民地警備艦として新型通報艦「ブーゲンヴィル級」を建造していた。そのため、イタリア海軍も植民地警備のために通報艦を建造する事とした。

## 艦形

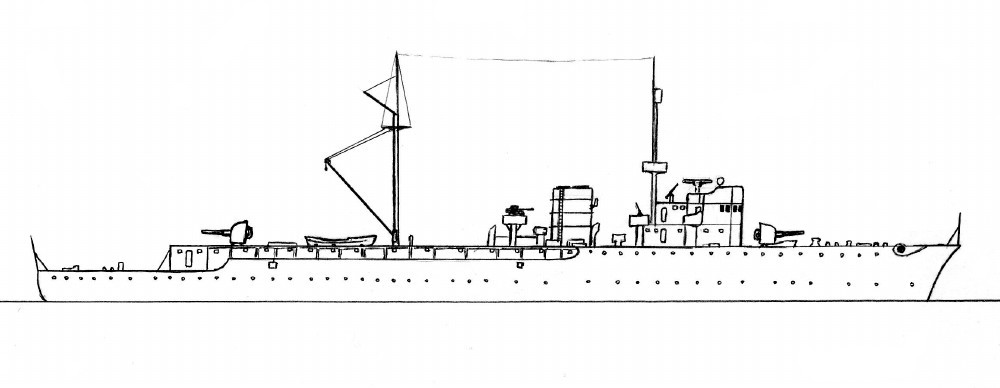
本艦の艦形図

船体は艦首乾舷の高い単船首楼型で、クリッパー・バウ式艦首を持っていた。艦首甲板上には「1926年型 12cm（45口径）砲」を連装砲架で1基装備し、その後ろに近代的な箱型の艦橋が有り、背後に中部に見張り台を持つ単脚式の前檣を立つ。その後部から、甲板は一段分下がるが、舷側甲板上に船首楼甲板から同じ高さでフライング・デッキ（空中甲板）が後部主砲近辺まで伸びており、艦上の利用できるスペースは広い。1本煙突の周りは艦載艇置き場となっており、艦載艇は単脚式の後檣の基部に付いた揚収クレーンにより運用された。煙突の後部に機銃座が配置された。後檣の背後から間隔を空けて後部甲板上に2番連装主砲が後ろ向きに1基装備された。

## 艦歴
カステッランマーレ・ディ・スタービア造船所で建造。1935年7月25日起工。1936年9月28日進水、1937年2月10日竣工。1937年6月28日就役。
紅海配備となった「エリトリア」は1938年5月8日にマッサワに着いた。1940年6月10日にイタリアは第二次世界大戦に参戦し、「エリトリア」はマッサワ港入口への機雷敷設を行った。
イギリス軍によるエリトリア占領が迫ると、「エリトリア」および仮装巡洋艦「ラム1世」、「ラム2世」は日本へ向かうよう命じられた。「エリトリア」は機雷敷設用装備や探照灯などを撤去し、上甲板などに燃料容器を搭載。また、航海に必要ではない人員は艦から降ろされた。そうして「エリトリア」は1941年2月19日にマッサワを発ち、3月22日に神戸に到着した。
修理や補給を受けたのち、「エリトリア」は8月24日に神戸を離れて上海へ向かい、8月28日に到着した。1942年7月10日から9月27日までは青島に滞在した。
1943年になるとプーケット港で自沈していたイタリア船の引き揚げ支援の役目が「エリトリア」にいったんは回ってきたものの、結局「エリトリア」は別の任務に就くこととなった。その任務はフランスから輸送任務でやってくる潜水艦の支援であり、そのような潜水艦（「コマンダンテ・カッペリーニ」、「レジナルド・ジュリアーニ」、「ルイージ・トレッリ」）と洋上で合流してシンガポールまで護衛した。
1943年9月8日のイタリアの降伏時、シンガポールからサバンへ向かっている途中であった「エリトリア」はコロンボへと向かい、9月14日にそこに着いた。その後は同地で潜水艦の支援や訓練用の艦となった。1944年10月にはイタリアに戻って修理を受け、その後は再びインド洋に戻った。
1948年1月27日、退役。講和条約に基づいてフランスへ引き渡され、「フランシス・ガルニエ（Francis Garnier）」と改名されて1951年1月12日にフランス海軍で就役した。
1966年1月1日に予備役となり、同年10月29日に標的として沈められた。

## 参考図書
- 「世界の艦船増刊第20集　第2次大戦のイタリア軍艦」（海人社)